# Абызбаев, Ибрагим Хафизович
Ибрагим Хафизович Абызбаев (баш. Ибраһим Хафиз улы Абыҙбаев; 10 октября 1901, Серменево, Оренбургская губерния или Оренбургская губерния — 8 декабря 1937, Уфа) — советский башкирский общественный и государственный деятель, народный комиссар просвещения Башкирской АССР (1937).

## Биография
Родился 10 октября 1901 года в деревне Серменево Верхнеуральского уезда Оренбургской губернии (ныне — Белорецкого района Республики Башкортостан). Отец занимался лесным промыслом, полностью ослеп. Десятилетнему Ибрагиму пришлось выполнять работу по дому, чтобы поддержать семью.
Окончил серменевское двухклассное русско-башкирское училище. в 1917 году был назначен помощником секретаря Серменевского волостного управления. С 1918 по 1920 год он служил в РККА, стал участником Гражданской войны. В 1920 году стал членом РКП(б) и начал преподавать в Казанском военном училище (позже — объединённая Татаро-башкирская военная школа имени ТатЦИК). В 1925 году окончил Коммунистический университет трудящихся в Москве.
Вернувшись на родину, с 1926 года работал в Тамьян-Катайском и Зилаирском кантонских комитетах ВКП(б), с 1928 года был директором Республиканской башкирской школы им. В. И. Ленина для детей-сирот в Уфе (ныне Стерлитамакский лицей-интернат).
С января 1930 года был ответственным секретарём Аргаяшского кантонного комитета партии. В 1931 году стал заведующим отделом кадровой работы Башкирского обкома ВКП(б). В 1935 году был направлен в историко-партийный Институт красной профессуры для продолжения своего образования.
В июне 1937 года Абызбаев был отозван в Башкирию и постановлением Башкирского ЦИК назначен народным комиссаром просвещения Башкирской АССР. В этот период в СССР начались массовые аресты «врагов народа», что не обошло стороной и Башкирскую АССР. 17 сентября 1937 года Ибрагим Абызбаев был снят с должности наркома просвещения за «связь с врагами народа, буржуазными националистами Мусой Муртазиным и Шагиахметом Даутовым» и выведен из состава членов бюро обкома партии. В октябре 1937 года был арестован и 21 ноября этого же года постановлением «тройки» НКВД Башкирской АССР приговорён к высшей мере наказания. 8 декабря 1937 года Ибрагим Хафизович Абызбаев был расстрелян. Похоронен в безымянной могиле на Сергиевском кладбище города Уфы.
В июле 1956 года Ибрагим Абызбаев был полностью реабилитирован. Одна из улиц села Серменево носит его имя. В средней школе села имеется музей, в котором есть уголок, посвященный Ибрагиму Абызбаеву.

## Семья
После смерти Абызбаева его жена осталась с четырьмя маленькими детьми: Артуром, Байрасом, Измаилом и Эрнестом. Эрнест и Артур умерли. Байрас и Измаил окончили Московский институт нефти и газа и стали учёными.